# Європа Спортс Парк
Європа Спортс Парк — багатоцільовий стадіон у місті Європа Пойнт, Гібралтар; раніше це було поле для гри в крикет Міністерства оборони Великої Британії. У 2019 році на ньому відбулася церемонія відкриття Острівних ігор, а також щорічний Гібралтарський музичний фестиваль. У матчах УЄФА стадіон називається Europa Point Stadium (стадіон Європа Пойнт).

## Історія
У цьому спортивному комплексі тренується національна збірна Гібралтару з регбі, а також представники інших видів спорту, таких як крикет, дартс, гімнастика, сквош та інші. Регбісти використовують цей об'єкт для проведення всіх ігор своєї національної збірної, а також як тренувальну та ігрову базу для чотирьох клубів Гібралтарської регбійної футбольної спілки: Ibex Buccaneers, Rock Scorpions, Straits Sharks і Europa Stormers, які грають у чемпіонаті Гібралтару з регбі u-mee. Молодіжний фестиваль з регбі, що проводиться за підтримки Trusted Novus Bank, також збільшує можливості для гри в регбі для молоді на скелі.
У лютому 2014 року Футбольна асоціація Гібралтару оприлюднила плани будівництва багатофункціонального стадіону 4 категорії УЄФА на цьому місці; однак наступного року від цієї пропозиції відмовилися. Згодом GFA придбала стадіон «Вікторія».
27 березня 2021 року на стадіоні Європа Спортс Парк відбувся матч-реванш за звання тимчасового чемпіона світу за версією WBC у важкій вазі між Олександром Повєткіним і Ділліаном Вайтом.
У січні 2024 року були оприлюднені нові плани з модернізації стадіону до вимог 2 категорії УЄФА, що дозволило б проводити на ньому матчі, поки стадіон «Вікторія» реконструюється. Дозвіл на використання стадіону «Європа Пойнт» для проведення міжнародних матчів з вересня 2024 року був наданий УЄФА в травні 2024 року.

## Польовий госпіталь Флоренс Найтінгейл
На стадіоні був розгорнутий польовий госпіталь для хворих на COVID-19, подібний до тих, що були розгорнуті на материковій частині Великої Британії, однак він не був використаний.

## Виноски
1. ↑  All National & Domestic Gibraltar Rugby Union teams